# 赤沢スキー場
赤沢スキー場（あかさわすきーじょう）は、群馬県利根郡みなかみ町にある町営のスキー場である。

## 概要
- 新治村（現・みなかみ町）により1980年に開業したスキー場である。本スキー場はいわゆる水上エリアではなく、国道17号の猿ヶ京温泉と三国峠との中間ほどの場所にある。
- ファミリー向けのコンパクトなゲレンデであるが、斜度のある上級者コースもある。
- 2021年現在は基本的に火曜日を定休日とし、平日は貸切営業日(貸切予約の無い日は一般営業(ただし第1リフトのみ))、土日祝祭日は一般営業日となっている。スキー場ホームページで営業カレンダーを確認の上で来場したほうがよい。

## ゲレンデ
- 上級者コース 800m 斜度35度
- 中級者コース 1,000m 斜度12度
- 初心者コース 200m 斜度8度
- ソリ専用ゲレンデ

## リフト
- シングルリフト 2基(260m・545m)
- ロープトウ 1基(179m)

## 交通
- 関越自動車道月夜野ICより国道17号で約23km、約40分。

## 沿革
- 1980年（昭和55年） - 林業従事者の冬場の雇用確保のため、国有林を借り受けて新治村により開業[1]。
- 2007年（平成19年） - 雪不足のため2006-2007シーズンは1月8日 - 1月29日のみ営業。
- 2008年（平成20年） - 2008-2009シーズンから、団体客の誘致を図り、平日の貸し切り営業を開始する[2]。
- 2010年（平成22年）現在の年間入場者は5000人程度であり、存続が危ぶまれている[3]。
- 2015年（平成27年） - みなかみ町は平成27年のふるさと納税の「お礼の品」として、30万円以上の寄付に対し、赤沢スキー場の1日貸切権を選べるようにした[4]。
- 2023年（令和5年） - 施設老朽化や人手不足のため、2023年のシーズンをもって営業を終了することが発表された。最終営業日は2024年3月10日の予定で、閉場後はユネスコエコパークの理念に基づく環境教育の場としての活用が検討されている[1]。